# Cetirizina
La cetirizina és un antihistamínic de segona generació que s'utilitza per tractar la rinitis al·lèrgica (febre del fenc), la dermatitis i la urticària. Es pren per via oral. Els efectes generalment comencen al cap de trenta minuts i duren aproximadament un dia. El grau de benefici és similar al d'altres antihistamínics com la difenhidramina, que és un antihistamínic de primera generació.
Els efectes secundaris comuns inclouen somnolència, sequedat de boca, mal de cap i dolor abdominal. El grau de somnolència que es produeix és generalment menor que amb els antihistamínics de primera generació perquè els antihistamínics de segona generació són més selectius per als receptors H1. En comparació amb altres antihistamínics de segona generació, la cetirizina pot provocar somnolència. Els antihistamínics de segona generació que no provoquen somnolència són la fexofenadina i loratadina.
L'ús durant l'embaràs sembla segur, però no es recomana l'ús durant la lactància materna. El medicament funciona bloquejant els receptors H1 de la histamina, principalment fora del cervell.
La cetirizina es pot utilitzar per a pacients pediàtrics. El principal efecte secundari amb què cal ser prudent és la somnolència.
Va ser patentat el 1983 i va entrar en ús mèdic el 1987. Està a la Llista de medicaments essencials de l'Organització Mundial de la Salut. A Espanya està disponible com a EFG, Alercina, Alerlisin i Zyrtec.